# Manhasset Hills
Manhasset Hills és una concentració de població designada pel cens dels Estats Units a l'estat de Nova York. Segons el cens del 2000 tenia 3.661 habitants.

## Demografia
Segons el cens del 2000, Manhasset Hills tenia 3.661 habitants, 1.224 habitatges, i 1.068 famílies. La densitat de població era de 2.395,8 habitants per km².
Dels 1.224 habitatges en un 37,2% hi vivien nens de menys de 18 anys, en un 81,2% hi vivien parelles casades, en un 4,2% dones solteres, i en un 12,7% no eren unitats familiars. En el 10,5% dels habitatges hi vivien persones soles el 7,4% de les quals corresponia a persones de 65 anys o més que vivien soles. El nombre mitjà de persones vivint en cada habitatge era de 2,99 i el nombre mitjà de persones que vivien en cada família era de 3,22.
Per edats la població es repartia de la següent manera: un 24,2% tenia menys de 18 anys, un 6% entre 18 i 24, un 20,3% entre 25 i 44, un 29% de 45 a 60 i un 20,4% 65 anys o més.
L'edat mediana era de 45 anys. Per cada 100 dones de 18 o més anys hi havia 89,1 homes.
La renda mediana per habitatge era de 103.540 $ i la renda mediana per família de 109.613 $. Els homes tenien una renda mediana de 78.223 $ mentre que les dones 48.542 $. La renda per capita de la població era de 45.009 $. Entorn del 2,3% de les famílies i el 2,8% de la població estaven per davall del llindar de pobresa.